# 桂花镇 (遂宁市)
桂花镇，是中华人民共和国四川省遂宁市船山区下辖的一个乡镇级行政单位。

## 行政区划
桂花镇下辖以下地区：
金桂社区、桂香社区、来龙村、瓦窑村、燕窝村、响堂村、金井村、肖家桥村、漆家桥村、光明村、桂圆村、朝阳村、杉树村、大磨村、槽沙村、三胜村、景场村、石包村、渡槽村和南垭村。